# Oyón
Pour les articles homonymes, voir Oyon.

Localisation du district d'Oyón

Oyón est l'un des 6 districts de la province d'Oyón, région de Lima au Pérou.
Il est limité
- au nord par la province de Lauricocha, région de Huánuco,
- à l'est par la région de Pasco,
- au sud par la province de Huaura,
- au sud-ouest par le district de Pachangara,
- à l'ouest par le district d'Andajes et la province de Cajatambo.

La capitale du district est la localité d'Oyón (altitude 3 620 mètres). On y accède par la route par l'ouest depuis Lima par Churín et par l'est depuis Cerro de Pasco.
Le district a une superficie de 887,61 km2 et sa population était estimée à 10 708 habitants en 2002. Il se trouve dans la Cordillère des Andes (massifs de la cordillère Huayhuash et de la cordillère Raura) dans la haute vallée du río Huara.
L'économie du district repose sur l'agriculture de montagne, l'élevage et l'exploitation minière. La mine d'Uchucchacua, qui exploite des filons d'argent (la plus grande d'Amérique du Sud et la 4e mondiale), de zinc et de plomb, se trouve sur le territoire du district entre 4 500 et 5 000 mètres d'altitude. Elle pose des problèmes écologiques importants du fait de la contamination des lacs et cours d'eau de la région. On exploite également des mines de charbon sur le territoire du district à Pampahuay et Gazuna. 